# Laura de Mello e Souza
Laura de Mello e Souza (São Paulo, 1953) é uma historiadora e professora universitária brasileira. É autora de estudos pioneiros nas áreas da história sócio-cultural e político-cultural de grande importância para a historiografia da História Colonial do Brasil, como, por exemplo, o livro O Diabo e a Terra de Santa Cruz, do ano de 1986.
Lecionou por mais de três décadas na Universidade de São Paulo e, atualmente, é professora titular da Cátedra de História do Brasil na Universidade Sorbonne na França. Ao lado de outras historiadoras, faz parte da segunda geração de mulheres atuantes na historiografia brasileira.

## Primeiros anos
Laura de Mello e Souza nasceu na cidade de São Paulo, no ano de 1953, sendo filha do sociólogo e crítico literário Antônio Candido e da filósofa Gilda de Mello e Souza, ambos então professores da Faculdade de Filosofia, Letras e Ciências Humanas da Universidade de São Paulo. É irmã da também historiadora Marina de Mello e Souza e da designer e escritora Ana Luísa Escorel.
O fato de seus pais serem intelectuais fez com que a vida de Laura, durante sua infância, se movesse conforme os lugares que estes atuavam profissionalmente. Ainda criança morou por pouco tempo em Assis, cidade do interior de São Paulo. Ao retornar à capital com sua família, estudou no colégio italiano Dante Alighieri até o segundo colegial. Depois disso residiu por cerca de dois anos em Paris. Durante a infância e adolescência, frequentou a casa da família de seu pai numa cidadezinha do interior de Minas Gerais.

## Formação

### Estudos
O ambiente intelectual em que cresceu e as experiências na Europa quando ainda criança, foram fatos fundamentais para a posterior vida universitária de Laura de Mello e Souza. Ao ingressar, na década de 1970, no curso de graduação de História na Universidade de São Paulo, Laura já falava três idiomas além do português: inglês, francês e italiano. Nesta primeira etapa acadêmica, na qual se bacharelou em 1975, teve como professoras Maria Odila Leite da Silva Dias e Anita Novinski e, como professor, Fernando Antonio Novais. Posteriormente, Novais foi seu orientador tanto na dissertação de mestrado, quanto na tese de doutorado, ambos realizados no Programa de Pós-Graduação de História Social da Faculdade de Filosofia, Letras e Ciências Humanas da mesma Universidade.

### Carreira
No ano de 1983, ingressou como professora de História Moderna na USP, posição que ocupou até  o ano de 2014. Além disso, em 1998, foi professora visitante na Universidade do Texas, em Austin, nos Estados Unidos, e, ainda, professora na Cátedra Guimarães Rosa da Universidade Nacional Autônoma do México no ano de 2006. Desde a sua saída da USP é professora emérita da Cátedra de História do Brasil na Universidade Sorbonne em Paris, na França, onde reside.

## Ofício de historiadora
Laura de Mello e Souza fez parte da onda de crescente atuação feminina na historiografia brasileira, ao lado de outras historiadoras como Junia Ferreira Furtado, Mary Del Priore, Maria Fernanda Baptista Bicalho, Margareth Rago, Rachel Soihet, entre outras. Esta geração sucedeu aquela das pioneiras como Alice Piffer Canabrava, Eulália Maria Lahmeyer Lobo, Maria Yedda Linhares e Maria Odila Leite da Silva Dias.

Em certa ocasião, quando questionada sobre "Por que estudar História?", Laura de Mello e Souza associou a importância do trabalho dos historiadores ao de médicos - assim como o fez Carlo Ginzburg, importante historiador. A associação se pauta no fato de que, da mesma maneira que a medicina, o conhecimento histórico ajuda aos seres humanos a enfrentarem a própria condição humana. Ainda sobre isso, ela afirmou:
A História é fundamental para o pleno exercício da cidadania. Se conhecermos nosso passado, remoto e recente, teremos melhores condições de refletir sobre nosso destino coletivo e de tomar decisões.
Em 2023, Laura de Mello e Souza faz incursão no campo da História Ambiental ao publicar O Jardim das Hespérides, no qual articula quatro dimensões do imaginário do século XVIII acerca do território de Minas Gerais, num livro que reflete sobre a relação dinâmica entre homem e natureza e seus desdobramentos para a constituição social e cultural da região mineira.

A intelectual foi contemplada, em 2024, com o Prêmio Internacional de História, concedido pelo Comitê Internacional de Ciências Históricas (Cish, na sigla em francês), sendo ela a primeira mulher a receber o prêmio. Nas palavras da historiadora:
Do ponto de vista pessoal, além da surpresa, o prêmio é uma grande honra. Mas gostaria de frisar a importância dele para a comunidade de historiadores brasileiros, que é numerosa e competente, e tem sua visibilidade reforçada por um fato como esse.

## Vida pessoal
Foi casada com Carlos de Campos Vergueiro, juntos tiveram duas filhas: Dora de Campos Vergueiro e Maria Clara de Campos Vergueiro. Seu segundo casamento foi com Mauricio Accioly Neves, com quem teve Teresa Moura Neves. Atualmente é casada com Renato de Andrade Lessa. Tem três netas.

## Principais obras
Entre a produção da autora estão:

#### Autoria
- Desclassificados do ouro: a pobreza mineira no século XVIII, 1983 (tradução francesa: Les Déclassés de l'or, la pauvreté au Minas Gerais au XVIIIe siècle, 2020, ed. Le Poisson Volant)
- O Diabo e a Terra de Santa Cruz: feitiçaria e religiosidade popular no Brasil colonial, 1986.
- Feitiçaria na Europa Moderna, 1987
- Inferno Atlântico: demonologia e colonização (séculos XVI-XVIII), 1993.
- Norma e conflito: aspectos da história de Minas no século XVIII, 1999.
- O Sol e a Sombra: política e administração na América portuguesa do século XVIII, 2006
- Cláudio Manuel da Costa - o letrado dividido, 2011
- O jardim das hespérides: Minas e as visões do mundo natural no século XVIII, 2022

#### Co-autoria e organização
- História da vida privada no Brasil Vol 1: "cotidiano e vida privada na América portuguesa" (organizadora), 1997.
- Virando Séculos, Vol 4: "o Império deste mundo (1680-1720)" (co-autora com Maria Fernanda Baptista Bicalho),  2000.
- O governo dos povos (organizadora, junto a Júnia Ferreira Furtado) 2009.

## Prêmios
A autora recebeu os prêmios:
- Prêmio Internacional de História, Comitê Internacional de Ciências Históricas (2024)[10][14]
- Prêmio Jabuti - Biografia - 2º lugar (2012)
- Prêmio da Academia Brasileira de Letras na categoria História e Ciências (2007)[15]
- Prêmio Jabuti - Ciências Humanas - 3º lugar (2007)[16]
- Comenda da Ordem Nacional do Mérito Científico (2002)[5]
- 44º Prêmio Alejandro José Calassa, União Brasileira de Escritores (2002)[17]
- Prêmio Jabuti - Ciências Humanas - 2º lugar (1998)[18]
- Prêmio Manuel Bonfim (1998)[5]
- Prêmio Casa-Grande e Senzala (1994)[17]